# Liste des boursiers Killam, par ordre alphabétique K
| Nom                         | Année | Université                     | Discipline            |
| --------------------------- | ----- | ------------------------------ | --------------------- |
| Raymond Kapral              | 1994  | Université de Toronto          | Chimie                |
| Michael H. Kater            | 1993  | Université York                | Histoire              |
| Michael H. Kater            | 1978  | Université York                | Histoire              |
| G. Kelly                    | 1990  | Université de l'Alberta        | Anglais               |
| Geraldine A. Kenney-Wallace | 1979  | Université de Toronto          | Chimie                |
| Robert Kerrich              | 2003  | Université de la Saskatchewan  | Géochimie             |
| W. Kinderman                | 2000  | Université de Victoria         | Musicologie           |
| J. King                     | 1988  | Université McMaster            | Anglais               |
| T.J. Kirschner              | 1995  | Université Simon Fraser        | Littérature           |
| Raymond Klibansky           | 1975  | Université McGill              | Philosophie           |
| Heinz Kloss                 | 1969  | Université Laval               | Linguistique          |
| B.E. Kolb                   | 1998  | Université de Lethbridge       | Psychologie           |
| Gabriel Kolko               | 1982  | Université York                | Histoire              |
| Gabriel Kolko               | 1974  | Université York                | Histoire              |
| Johannes A. Koningstein     | 1985  | Université Carleton            | Chimie                |
| C.J. Krebs                  | 1996  | Université of British Columbia | Biologie              |
| A.J. Kresge                 | 1984  | Université de Toronto          | Chimie                |
| R.P. Kroetsch               | 1986  | Université du Manitoba         | Anglais               |
| Philipp P. Kronberg         | 1993  | Université de Toronto          | Physique              |
| Eva M. Kushner              | 1983  | Université McGill              | Linguistique comparée |
| Sun Kwok                    | 2000  | Université de Calgary          | Astrophysique         |
| Will Kymlicka               | 2002  | Université Queen's             | Philosophie           |